# Sant Carles de la Ràpita
Sant Carles de la Ràpita település Spanyolországban, Tarragona tartományban. Sant Carles de la Ràpita Amposta, Freginals és Alcanar községekkel határos. Lakosainak száma 15 683 fő (2024).

## Népesség
A település népessége az elmúlt években az alábbi módon változott:
| Lakosok száma | 1962 | 4592 | 7176 | 8532 | 10 574 | 13 181 | 15 583 | 14 760 | 14 789 | 15 683 |
|               | 1857 | 1910 | 1940 | 1965 | 1991   | 2005   | 2010   | 2015   | 2019   | 2024   |